# Divo (departement)
Divo är ett departement i Elfenbenskusten. Det ligger i regionen Lôh-Djiboua, i den södra delen av landet, 150 km söder om huvudstaden Yamoussoukro.